# Faik Konica
Faik Konica (15. března 1875 Konitsa – 15. prosince 1942 Washington, D.C.) byl albánský politik a literát, vůdčí osobnost obrozeneckého hnutí Rilindja.
Narodil se v rodině muslimské toskické pozemkové šlechty. V rodném epirském městě Konitsa chodil do turecké školy, pak navštěvoval jezuitskou střední školu ve Skadaru. V patnácti letech odešel do Francie, kde studoval romanistiku na Université de Bourgogne a latinu a řečtinu na Collège de France. Během studií konvertoval k římskokatolické cirkvi a změnil si jméno z Faik bey Konica na Faïk Dominik Konitza. V pozdějším období nicméně odmítal jakékoli organizované náboženství.
V roce 1896 založil v Bruselu časopis Albania, vydávaný v albánštině i francouzštině. Vzhledem k pronásledování albánských vlastenců osmanskými úřady používal pseudonym Trank Spiro Bey, publikoval také ve francouzštině pod jménem Jean de Croia. Revue Albania se pod jeho vedením výrazně zasloužila o formování spisovného albánského jazyka a zvýšení povědomí o Albáncích v evropských intelektuálních kruzích. Publikoval v ní díla Andona Zaka Çajupiho, Gjergje Fishty, Filipa Shiroky a dalších spisovatelů, spolupracoval také se zahraničními albanisty jako byl Theodor Anton Ippen. Známé bylo jeho přátelství s Guillaumem Apollinairem, který se díky němu stal obdivovatelem a propagátorem albánské kultury. Zároveň ovšem Konica tvrdě kritizoval zaostalost Albánců a snažil se je vést k přijetí západních zvyklosti. Byl obávaným literárním kritikem, usilujícím o intelektuální náročnost a ironizujícím naivní vlastenectví většiny soudobých albánských autorů. Z jeho beletristické tvorby vynikla satirická próza Doktor Gjëlpëra zbulon rrënjët e dramës së Mamurrasit.
Od roku 1909 žil Konica v USA a vydával zde časopis Dielli. Získal doktorát z literatury na Harvardově univerzitě, kde byl jeho spolužákem Fan Stilian Noli, s nímž v roce 1912 založil organizaci amerických Albánců Vatra. Konica se pak zúčastnil londýnské konference, kde prosazoval nárok Albánie na nezávislost. Spolu se Sotirem Koleou zorganizoval v roce 1913 kongres Albánců v Terstu, který odmítl rozdělení země podle náboženského klíče. Konica zpočátku přivítal vytvoření albánského státu pod vedením Ismaila Kemaliho, avšak pak odmítl jeho jednostrannou orientaci na Rakousko-Uhersko. Podpořil proto konkurenční projekt Republiky Střední Albánie, kterou v Drači vyhlásil Esad Paša Toptani, avšak i s ním se zakrátko rozešel a označil ho za bezzásadového kondotiéra. Politickým vývojem ve vlasti byl zklamán a od roku 1921 žil nastálo v Americe. V letech 1926 až 1939 byl velvyslancem Albánie ve Washingtonu, i když jeho vztahy s králem Zogem byly dost vlažné. Zemřel jako exulant v roce 1942 a byl pohřben na bostonském Forest Hills, roku 1998 byly jeho ostatky přeneseny do Velkého tiranského parku.
Jeho mladší bratr Mehmed Konica byl albánským ministrem zahraničí a velvyslancem ve Spojeném království.